# Benedetto de Accolti
Benedetto de Accolti, italijanski pravnik, zgodovinar, pedagog, rimskokatoliški duhovnik, škof in kardinal, * 24. oktober 1497, Arezzo, † 21. september 1549, Firence.

## Življenjepis
Benedetto je bil rojen v družino Accolti, katere več pripadnikov je bilo znanih pravnikov.
Sprva je bil predavatelj pravne filozofije na Univerzi v Firencah, kjer je postal znan po svojem odličnem poznavanju latinščine, zgodovine, prava in po odličnem spominu.
24. julija 1521 je bil imenovan za apostolskega administratorja Cádiza, 16. marca 1523 za škofa Cremone, 17. avgusta 1524 za nadškofa Ravenne; februarja 1527 je prejel škofovsko posvečenje.
Pozneje je zasedal še dva apostolsko-administratorska položaja: v Bovinu (24. januar 1530-april 1535) in v Policastru (6. februar 1531-julij 1535).

## Dela
- De Bello a Christianis contra Barbaros gesto pro Christi Sepulchro et Judaea recuperandis libri tres
- De Praestantia Virorum sui Arretii